# Bagadates
Bagadates (em parta: Baydad) foi uma dinasta (frataraca) de Pérsis de 164 a 146 a.C..

## Antecedentes
Desde o final do III ou início do século II a.C., Pérsis tinha sido governada por dinastas locais sujeitas ao Império Selêucida. Detinham o antigo título persa de frataraca ("líder, governador, precursor"), que também é atestado no Império Aquemênida. O Império Aquemênida, que um século antes governava a maior parte do Oriente Próximo, originou-se da região. Os próprios frataracas enfatizaram sua estreita afiliação com o proeminente xainxás aquemênidas, e sua corte provavelmente estava na antiga capital de Persépolis, onde financiaram projetos de construção no planalto aquemênida e perto dele. Os frataracas eram tradicionalmente considerados como dinastas sacerdotais ou defensores da oposição religiosa (e política) ao helenismo, no entanto, isso não é mais considerado o caso.

## Cronologia dos frataracas

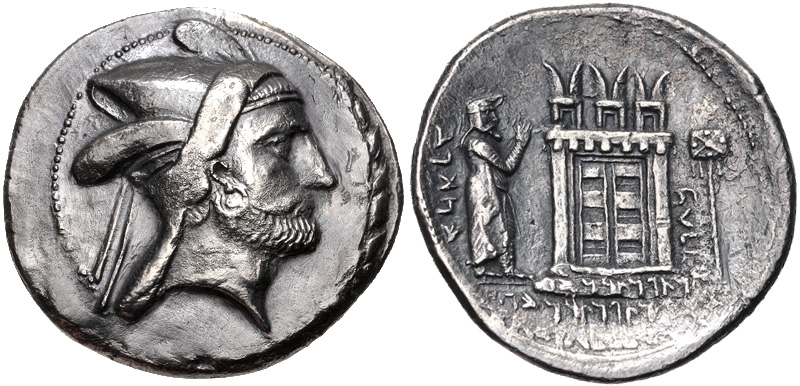
Dracma de Bagadates representado de pé na frente de um altar de fogo

A visão tradicional da cronologia das dinastias frataracas era originalmente: Bagadates, Artaxerxes I, Oborzos, Autofradates I e Autofradates II. No entanto, descobertas recentes de moedas de Pérsis levaram a uma cronologia mais provável: Artaxerxes I, Oborzos, Autofradates I , Bagadates e Autofradates II.

## Governo
No verso de suas moedas, Bagadates é retratado em pé na frente de um altar de fogo zoroastrista, ou sentado em majestade segurando um bastão de autoridade e possivelmente uma romã na mão esquerda (ilustração, à esquerda). Em sua cunhagem, tem seu retrato no anverso, usando o cocar satrapal e o diadema helenístico. No reverso, é mostrado entronizado ou fazendo suas devoções a um templo de fogo. O padrão de peso das moedas é o padrão ático, e o tetradracma é o tamanho normal da moeda, como era o caso usual no Império Selêucida. As moedas estão inscritas em aramaico com o nome do governante.